# 皇太子フェリペ・プロスペロの肖像

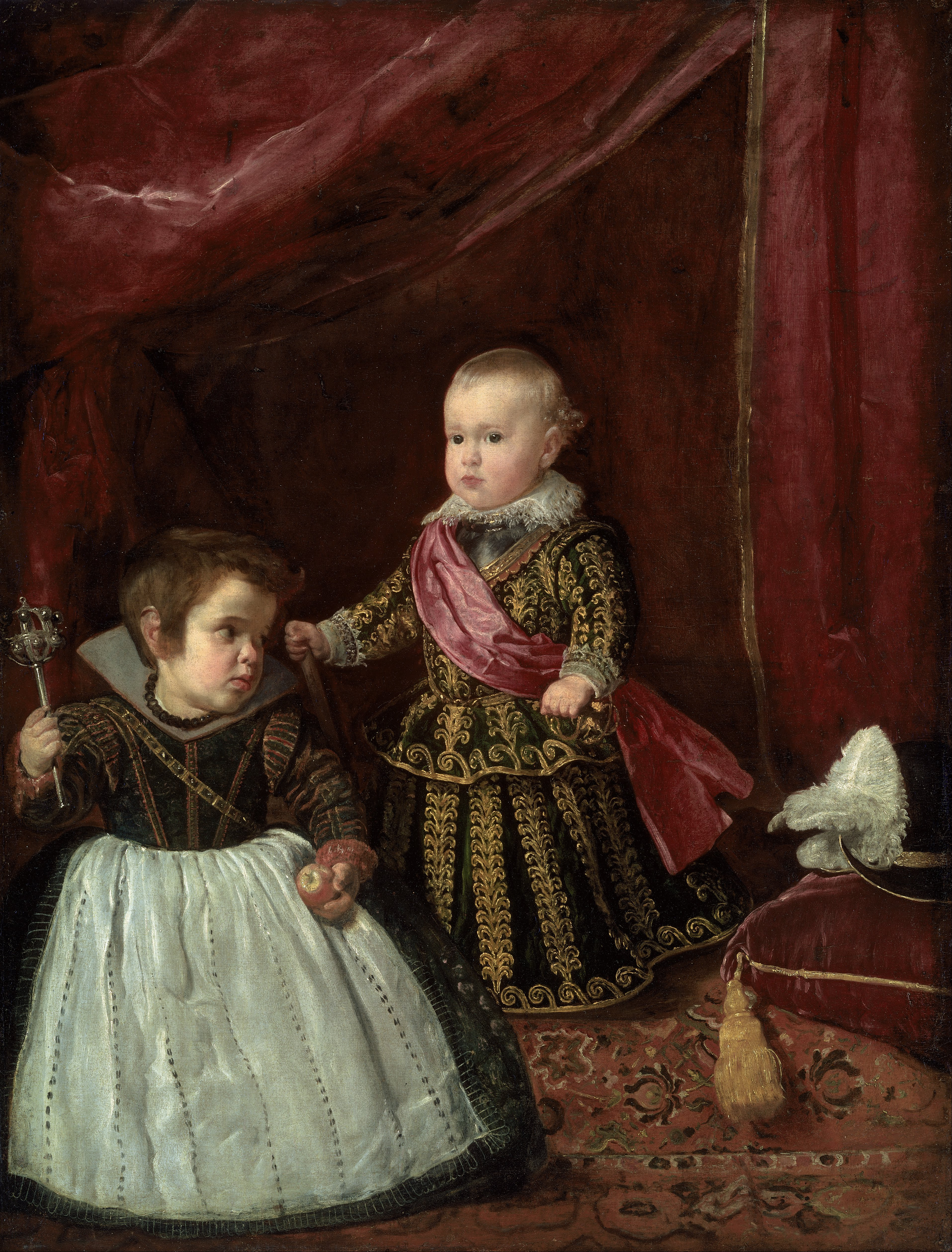
ディエゴ・ベラスケス『皇太子バルタサール・カルロスと小人』 (1631年) ボストン美術館

『皇太子フェリペ・プロスペロの肖像』（こうたいしフェリペ・プロスペロのしょうぞう、西: El príncipe Felipe Próspero、英: Portrait of Prince Philip Prospero）は、バロック期のスペインの巨匠ディエゴ・ベラスケスが死去する前年の1659年にキャンバス上に油彩で制作したスペイン皇太子フェリペ・プロスペロ・デ・アウストリアの肖像画である。同時期の『青いドレスのマルガリータ王女』（美術史美術館）とともに画家の最後の完成作品であり、オーストリアのハプスブルク家宮廷に送るために描かれた。現在、ウィーンの美術史美術館に収蔵されている。

## 作品
スペイン国王フェリペ4世の最初の王妃イサベル・デ・ボルボンは1642年に死去した。2人の間には8人の王子王女が生まれたが、6人が生まれてまもなく死去し、唯一生き残った後継の皇太子バルタサール・カルロスも1646年に16歳で夭折した。フェリペ4世は1649年に14歳であった姪のマリアナ・デ・アウストリアと再婚し、本作に描かれているフェリペ・プロスペロ (繁栄を意味する) は1657年に2人の間の第3子として生まれている。待望の王子としてフェリペ・プロスペロの誕生は大きな喜びとともに祝われ、翌年にはアストゥリアス公位を授けられたが、病弱だったフェリペ・プロスペロは4歳で急逝した。スペインとオーストリア (神聖ローマ帝国) に君臨した両ハプスブルク家は何代にもわたって血族結婚を繰り返しており、生まれた王子王女のほとんどが幼くして病死していたのである。
17世紀スペインの画家・美術著作者アントニオ・パロミーノによれば、本作は1659年にもう1つのベラスケスの作品『青いドレスのマルガリータ王女』 に添えて、マルガリータの婚約者レオポルト1世に贈られた。したがって皇太子フェリペ・プロスペロが2歳の時の肖像である。ベラスケスはこの年にサンティアゴ騎士団の十字章を授与されており、本作はその記念に描かれた可能性がある。先に亡くなっていた皇太子バルタサール・カルロスが同じ2歳の時に『皇太子バルタサール・カルロスと小人』(ボストン美術館) で指揮棒と剣を持ち、勇壮に地位を誇示しているのと本作は対照的である。目を引くのは皇太子フェリペ・プロスペロの衣装である。そこには悪魔除けの香料、魔除けのサンゴ、鈴が吊るされ、周囲の不安や気遣いを伝えている。また、バルタサール・カルロスの作品では小人が描かれているのに対し、本作では犬が遊び相手となっている。皇太子の半透明のエプロンが光を反射し、背後の放たれた扉が闇を演出している。